# Salar de Talar

Panorámica del salar de Aguas Calientes.

El salar de Talar es un salar tipo playa ubicado en la Región de Antofagasta. 
Este artículo se refiere a un salar que puede aparecer en los mapas con el nombre de Salar de Aguas Calientes en su porción norte y salar de Talar la porción sur. 

## Ubicación
Está ubicado en el límite norte de la Puna de Atacama a una altitud de 3950 m s. n. m. Este cuerpo salino tiene una superficie de 46 kilómetros cuadrados.
Forma parte de una serie de salinas y lagos salados ubicadas a lo largo de las estribaciones de una cadena de volcanes que se extienden por el borde oriental de la gran depresión ocupada por el salar de Atacama.
La cuenca hidrográfica del salar abarca unos 476 km² y se encuentra adyacente a otras cuencas endorreicas como las de laguna Miscanti, laguna Tuyajto y la cuenca del salar de Capur.
El salar limita al oeste con el complejo volcánico Caichinque y al este lo hace con el cerro Médano. Esta última montaña se caracteriza por sus matices de gris y marrón, que contrastan con el blanco espumoso de la superficie salina. Además, en sus costas, afloran coloridas lagunas marginales, las cuales en total suman un área de entre 2 y 3 kilómetros cuadrados. Una importante lengua de escoria volcánica proviene del complejo de Caichinque, la cual forma dos lóbulos en dirección al Salar de Talar.
El clima de la zona es árido, con una precipitación media anual de 150 mm y una temperatura promedio de 1 °C en la superficie del salar. La vegetación del lugar se caracteriza por la presencia de gramíneas cespitosas.